# 1547
Évszázadok: 15. század – 16. század – 17. század
Évtizedek: 1490-es évek – 1500-as évek – 1510-es évek – 1520-as évek – 1530-as évek – 1540-es évek – 1550-es évek – 1560-as évek – 1570-es évek – 1580-as évek – 1590-es évek
Évek: 1542 – 1543 – 1544 – 1545 –  1546 – 1547 – 1548 – 1549 – 1550 – 1551 – 1552

## Események
- január 16. – IV. Ivánt cárrá koronázzák.[1] (Azzal, hogy felvette a „minden oroszok cárja és nagyfejedelme” címet, tudtára adta a világnak, hogy a bizánci császárok örökösének tekinti magát.)[2]
- január 19. – Angliában Henry Howardot, Surrey grófját, a költőt felségárulás vádjával kivégzik. (Kitűnően védekezik a vádak ellen, sorsa azonban megpecsételődik.)[3]
- január 28. – Apja halálát követően VI. Edward lép az angol trónra.[4]
- február 3. – IV. Iván cár feleségül veszi az ősi Kobila-Koskin családhoz tartozó Anasztaszija Zaharina-Jurjevát. (E családból származott a későbbi Romanov-ház.)[2]
- március – A pestisjárvány gyanúja miatt a trienti zsinat üléseit Bolognába teszik át.[5]
- április 24. – V. Károly német-római császár a mühlbergi csatában győzelmet arat a schmalkaldeni szövetség felett.[6]
- június 19. – V. Károly császár követe által békét köt Drinápolyban I. Szulejmán szultánnal,[7] véget ér az 1540-47. évi habsburg-török háború. (A béke azt jelentette, hogy V. Károly megvásárolta a nyugalmat, mert ötéves adófizetést vállalt a szerződésben, valamint elismerte a török hódítások jogosságát.)

## Születések
- szeptember 29. – Miguel de Cervantes spanyol író, a Don Quijote alkotója († 1616)
- november 10. – Martin Moller német költő, teológus, filozófus, író és himnuszíró († 1606)

## Halálozások
- január 19. – Henry Howard, Surrey grófja (* 1516/1517)
- január 27. –  Jagelló Anna magyar királyné, Habsburg (I.) Ferdinánd felesége, valamint II. Ulászló magyar király és Candale-i Anna lánya (* 1503)
- január 27. –  VIII. Henrik angol király[8] (* 1491)
- március 31. – I. Ferenc francia király, egy ideig Milánó hercege (* 1494)